# Edwin Constable
Edwin C. Constable (* 1955 in Edinburgh) ist ein britischer Chemiker und Professor.

## Leben
1974 begann Constable Chemie am St. Catherine’s College der University of Oxford zu studieren, wo er 1978 seinen BA in Chemie erwarb. Er wurde 1980 am Linacre College derselben Universität – betreut von Kenneth Seddon – promoviert. Während dieser Zeit begann er, sich für Ruthenium-Chemie und Fotochemie zu interessieren. Er war als Post-Doktorand an der University of Cambridge, an der er 1984 University Lecturer und Fellow des Robinson College wurde. Er blieb in Cambridge bis 1993, als er ordentlicher Professor für Anorganische Chemie an der Universität Basel wurde. Zwischenzeitlich war er 2000 bis 2002 Professor für Chemie an der University of Birmingham, kehrte dann aber zurück an die Universität Basel. 2007 wurde er dort Forschungsdekan der Philosophisch-Naturwissenschaftlichen Fakultät und 2011 Vizerektor für Forschung und Nachwuchsförderung.
Er befasst sich mit Komplexchemie, in jüngster Zeit u. a. Übergangsmetall-Komplexe mit Poly-Pyridin Liganden, deren Zusammenbau und Funktionalisierung zum Beispiel mit fotosensitiven Komponenten, mit von der Natur (Photosynthese) inspirierter Wasser-Aufspaltung in Monolagen aus Poly-Oxo-Metall-Clustern und fotosensitiven Ruthenium-Komplexen, Entwicklung von Komplexverbindungen für lichtemittierende elektrochemische Zellen (LEC) und von Farbstoffen für Farbstoff-sensitive Solarzellen (DSC).
Constable ist Fellow der Royal Society of Chemistry, correspondig Fellow der Royal Society of Edinburgh und Mitglied der American Chemical Society. Er gehört zum Herausgebergremium zahlreicher Zeitschriften wie Chemical Communications, Chemical Reviews, Chemical Society Reviews, Coordination Chemistry Reviews, New Journal of Chemistry, Polyhedron und Supramolecular Chemistry.
Er ist mit der Chemikerin Catherine Housecroft (* 1955) verheiratet, die ebenfalls Professorin in Basel ist und mit ihm in einer Forschungsgruppe zusammenarbeitet.

## Schriften
- mit Catherine Housecroft: Chemistry: an introduction to organic, inorganic, and physical chemistry. Pearson/Prentice Hall, 3. Auflage 2006.
- Coordination chemistry of macrocyclic compounds. Oxford University Press 1999
- Metals and ligand reactivity: an introduction to the organic chemistry of metal complexes.  Ellis Horwood 1990, 2. Auflage, Weinheim: VCH 1996.
- mit Jeremy K. M. Sanders, Brian K. Hunter: Modern NMR spectroscopy: a workbook of chemical problems. Oxford UP 1989, 1992.
- Herausgeber mit Jon McCleverty, Thomas J. Meyer: Transition metal groups 7 and 8. in McCleverty (Hrsg.): Comprehensive coordination chemistry II: from biology to nanotechnology. Band 5,  Elsevier/Pergamon 2004.
- mit Malcolm Gerloch: Transition metal chemistry: the valence shell in d-block chemistry. VCH, Weinheim 1994.